# نوآفرینی
نوآفرینی یا بدیعه‌پردازی (به انگلیسی: Synectics)، یک روش‌شناسی حل مسئله است که فرآیندهای فکری‌ای را که ممکن است فرد از آن‌ها ناآگاه باشد، برمی‌انگیزد.
در گذشته اینگونه پنداشته می‌شد که خلاقیت چیزی ذاتی است و نمی‌توان آن را آموزش داد، اما ویلیام گوردون از بنیانگذاران این روش عقیده داشت که می‌توان خلاقیت را شرح داد و از مراحل آن پرده برداشت. دیدگاه‌های او این امیدواری را ایجاد کرد که می‌توان خلاقیت را یاد گرفت و یاد داد. هدف نوآفرینی شکستن قواعد مرسوم و ایجاد راه‌های جدید برای حل مسئله است. روش نوآفرینی به افراد کمک می‌کند تا زمینه‌های ذهنی شکل‌گرفتهٔ قبلی را بشکنند و برای اندیشیدن به موضوع به طرزی جدید، راه مناسب را بیابند. آدام گرانت استاد مدرسه کسب و کار وارتون در کتاب نوآفرینی به ارایه روشی نظام مند برای حل نوآفرینانه مسایل مختلف می پردازد. 

## مراحل الگو
الگوی نوآفرینی مراحل مختلفی دارد:
- توصیف شرایط موجود
- قیاس مستقیم
- قیاس شخصی
- قیاس تعارض
- قیاس مجدد مستقیم و شخصی